# Elliott Ridge
Elliott Ridge ist ein 13 km langer und hakenförmiger Gebirgskamm im westantarktischen Queen Elizabeth Land. In der südlichen Neptune Range der Pensacola Mountains erstreckt er sich ausgehend vom Wiens Peak in westlicher Richtung.
Der United States Geological Survey kartierte ihn anhand von Vermessungen und Luftaufnahmen der United States Navy zwischen 1956 und 1966. Das Advisory Committee on Antarctic Names benannte ihn 1965 nach Commander James Elliott, Kapitän des Eisbrechers USCGC Staten Island zur Unterstützung des Transportschiffs USS Wyandot bei der Fahrt durch das Weddell-Meer zur Errichtung der Ellsworth-Station auf dem Filchner-Ronne-Schelfeis im Januar 1957.